# Livno
Livno (stariji nazivi: Hlivno, Hlijevno) je grad u jugozapadnom dijelu Bosne i Hercegovine. Najznačajniji je grad u Hercegbosanskoj županiji, čije je kulturno i gospodarsko središte, te je drugi po veličini grad s većinskim hrvatskim stanovništvom u Bosni i Hercegovini.

## Zemljopisni položaj
Grad leži na 724 m nadmorske visine na istoku centralnog dijela Livanjskog polja, većim dijelom na obroncima i u podnožju brda Bašajkovac, iz kojeg izvire i krška rijeka Bistrica.

## Klima
Klima je umjereno kontinentalna s jakim vjetrovima. Prosječna godišnja temperatura od 1951. do 2008. iznosila je 9,3 °C. Ljeta su uglvnom duga i sunčana (2008. godine 2474 sati), zime snježne.
| Važnije meteorološke pojave zabilježene od 1951. do 2008.      |           |
| srednje vrijednosti                                            |           |
| Godišnja temperatura                                           | 9,3 °C    |
| Zimska temperatura                                             | 0,6 °C    |
| Ljetna temperatura                                             | 18,2 °C   |
| Godišnje sume oborina                                          | 1137 L/m2 |
| apsolutne vrijednosti                                          |           |
| Maksimalna temperatura / 30. srpnja 2005. i 24. kolovoza 2007. | 37,6 °C   |
| Minimalna temperatura / 11. siječnja 1967.                     | –29,6 °C  |

## Stanovništvo

### Izvješća i popisi katoličkog stanovništva na području Livna
- 1624. – 150 katoličkih kuća u Livnu – Izvješće makarskog biskupa fra Bartola Kačića Žarkovića[10]:str 235.
- 1704. – "U livanskoj župi (je) 400 duša" – Izvješće svećenika iz Makarske[11]:str 209.
- 1741. – Livanjska župa ima oko 4000 duša[11]:str 209.
- 1761. – 3968 katolika u župi Livno – Popis biskupa fra Pavla Dragičevića od 9. – 18. studenog 1761. godine[11]:str 102.
- 1776. – 7369 katolika u župi Livno – Popis biskupa fra Marka Dobretića u srpnju te godine[11]:str 106.
- 1779. – 7621 katolika u župi Livno – Popis biskupa fra Marka Dobretića u lipnju i srpnju te godine[11]:str 107.
- 1797. – 6870 katolika u župi Livno – Popis biskupa fra Grge Ilijića-Varešanina od 28. lipnja te godine[11]:str 108.
- 1813. – 6470 katolika u župi Livno – Gornje Brdo i Livno – Stanje župa u Bosni Srebrenoj[10]:str 236.

### Popisi 1971. – 1991.
| Stanovništvo općine Livno |                  |                  |                  |
| godina popisa             | 1991.            | 1981.            | 1971.            |
| Hrvati                    | 29.324 (72,22 %) | 28.918 (71,51 %) | 31.657 (75,16 %) |
| Muslimani                 | 5793 (14,26 %)   | 4418 (10,92 %)   | 5087 (12,07 %)   |
| Srbi                      | 3913 (9,63 %)    | 3898 (9,63 %)    | 4791 (11,37 %)   |
| Jugoslaveni               | 1121 (2,77 %)    | 2657 (6,57 %)    | 434 (1,03 %)     |
| ostali i nepoznato        | 445 (1,09 %)     | 547 (1,35 %)     | 149 (0,35 %)     |
| ukupno                    | 40.600           | 40.438           | 42.118           |

#### Livno (naseljeno mjesto), nacionalni sastav
| Livno              |                |                |                |
| godina popisa      | 1991.          | 1981.          | 1971.          |
| Muslimani          | 3899 (38,68 %) | 2714 (30,14 %) | 3075 (42,66 %) |
| Hrvati             | 3504 (34,76 %) | 2890 (32,10 %) | 2483 (34,45 %) |
| Srbi               | 1556 (15,43 %) | 1206 (13,39 %) | 1212 (16,81 %) |
| Jugoslaveni        | 946 (9,38 %)   | 2093 (23,25 %) | 333 (4,62 %)   |
| ostali i nepoznato | 175 (1,73 %)   | 99 (1,09 %)    | 104 (1,44 %)   |
| ukupno             | 10.080         | 9002           | 7207           |

### Popis 2013.
| Stanovništvo grada Livna |                  |
| godina popisa            | 2013.            |
| Hrvati                   | 29.273 (85,76 %) |
| Bošnjaci                 | 4047 (11,86 %)   |
| Srbi                     | 438 (1,28 %)     |
| ostali i nepoznato       | 375 (1,10 %)     |
| ukupno                   | 34.133           |

| Livno – naseljeno mjesto |                |
| godina popisa            | 2013.          |
| Hrvati                   | 4921 (62,08 %) |
| Bošnjaci                 | 2614 (32,98 %) |
| Srbi                     | 144 (1,82 %)   |
| ostali i nepoznato       | 248 (3,13 %)   |
| ukupno                   | 7927           |

### Migracije
Livanjski kraj je poznat po brojnim iseljavanjima. Veliki broj stanovnika je tokom cijelog 20. stoljeća privremeno ili trajno napustio rodni kraj. U Hrvatskoj su to najčešće odredišta: Zagreb, Slavonija, te mjesta na dalmatinskoj obali.
U inozemstvu to su zapadnoeuropske i prekooceanske zemlje.
Prema podacima dobivenim iz popisa stanovništva 1991. godine s područja Livna u inozemstvu je boravilo 8293 osoba (Hrvata: 7705, tj. 92,91 %).
Broj osoba prema zemljama iseljavanja: Austrija 276, Francuska 80, Njemačka 9129, Švicarska 369, Švedska 14, Australija 662, Kanada 510, SAD 129, ostale i nepoznate zemlje 62.

## Naseljena mjesta
Grad Livno sačinjavaju sljedeća naseljena mjesta:
Bila, 
Bilo Polje, 
Bogdaše, 
Bojmunte, 
Čaić, 
Čaprazlije, 
Čelebić, 
Čuklić, 
Ćosanlije, 
Dobro, 
Donji Rujani,
Drinova Međa, 
Držanlije, 
Golinjevo, 
Gornji Rujani, 
Grborezi, 
Grgurići, 
Gubin, 
Komorani, 
Kovačić, 
Lipa, 
Lištani, 
Livno, 
Lopatice, 
Lusnić, 
Ljubunčić, 
Mali Guber, 
Mali Kablići, 
Miši, 
Odžak, 
Orguz, 
Podgradina, 
Podgreda, 
Podhum, 
Potkraj, 
Potočani, 
Potok, 
Priluka, 
Prisap, 
Prolog, 
Provo, 
Radanovci, 
Rapovine, 
Sajković, 
Smričani, 
Srđevići, 
Strupnić, 
Suhača, 
Tribić, 
Veliki Guber, 
Veliki Kablići, 
Vidoši, 
Vrbica, 
Vržerala, 
Zabrišće, 
Zagoričani, 
Zastinje, 
Žabljak i 
Žirović.

## Povijest

### Pretpovijesno doba
Najraniji do sada pronađeni tragovi naseljavanja ljudi u livanjskom kraju potječu iz pretpovijesnog doba 2000. pr. Kr. Od tada pa sve do dolaska Rimljana livanjski kraj naseljavalo je ilirsko pleme Delmati.
Na gorskim obroncima oko Livanjskog polja smješteno je oko četrdesetak, vizualno povezanih i dobro branjenih gradina iz brončanog i željeznog doba. Na području grada Livna nalaze se tri prethistorijske gradine (Velika gradina, Mala gradina i Kasalov gradac), od kojih dvije imaju podgradinska naselja, i jedna nekropola s tumulima. Navedene tri gradine su gradinski kompleks jedne veće i značajnije organizirane rodovske zajednice. Kroz dva i pol stoljeća, sve do posljednjeg velikog panonsko-delmatskog ustanak koji je bjesnio ilirskim krajevima od 6. do 9. g., gradine su odolijevale Rimljanima.

### Rimsko doba
Od prvog rimskog pohoda na Delmate 156. pr. Kr. do pomenutog ilirsko-panonskog ustanka na ovim prostorima bjesnili su brojni ratovi u kojima su starosjedioci Delmati neviđenom ratobornošću pružali otpor i nanosili ogromne gubitke rimskim legijama. U velikom ustanku 6. – 9. g., koji je potresao rimsku državu, ilirski narodi Breuci, Desitijati i Delmati, pod vodstvom Batona Breuka i Batona Desitijata pobunili su se zbog novačenja Ilira za rat u Germaniji.
U ustanku je sudjelovalo 800 000 ljudi, od toga 200 000 pješaka i 9000 konjanika. Svetonije, biograf Rimskog Carstva, veli: "To je bio najteži rat što su ga Rimljani vodili nakon onih protiv Kartage". U krvi i ognju ugušen je očajnički otpor ponosnih Ilira. Gradina na Teberu i Kasalov gradac dočekali su ova rimska osvajanja kao sastavni dio jedinstvenog delmatskog obrambenog gradinskog sistema Livanjskog polja.
Nakon potpunog pokoravanja Delmata, po kojima je dobila naziv rimska provincija Dalmacija jer su posljednji pokoreni, započinje dugotrajni proces romanizacije. Tipičan primjer rimskog kultnog sinkretizma je zavjetni reljef boga Libera – Dionisa nađen na prostoru ilirsko-rimskog naselja u današnjim Vašarovinama.

### Dolazak Hrvata
Oko 621. godine Avari u svojim pohodima ruše sve bazilike na području Livanjskog polja. Poslije pobjede nad Avarima kod Carigrada 626. Hrvati su naselili prostore rimske Dalmacije i Panonije. Na tim se prostorima hrvatsko kraljevstvo razvijalo do polovice desetog stoljeća kao samostalna država.
Livno i livanjski kraj nalazili su se u sastavu Bijele Hrvatske. Bizantski car Konstantin Porfirogenit spominje Livno 949. godine u svom djelu "De Administrando Imperio". Najstariji pisani dokument u kojem se spominje Livno je Povelja hrvatskog kneza Mutimira od 28. rujna 892.  g. kojom se crkva sv. Jurja daruje splitskom nadbiskupu Petru II., u kojoj se među potpisnicima u listi svjedoka na drugom mjestu nalazi i livanjski župan Želimir. Ovaj datum se danas obilježava kao Dan grada. Toma Arhiđakon u kronici Historia Salonitana spominje Livno u sastavu Humske zemlje, "Chlebnam Chulmiae Ducatum"
O dolasku Hrvata u ove kraje svjedoče i ulomci hrvatske pleterne skulpture iz starohrvatske crkve sv. Petra u selu Rapovine iz polovine 9. st. koji predstavljaju najstariji starohrvatski spomenik u Bosni i Hercegovini. Od iznimnog značenja je i natpis popa Tjehodraga iz 12. st. nađen u Lištanima za koji se smatra da je jedan od najstarijih spomenika pisanih hrvatskom ćirilicom

### Livno u srednjem vijeku
Godine 1326. prvi put ulazi Livno u sastav Bosanske Banovine, no u njoj se vlast lokalnih velikaša povremeno nad njim i dalje protezala. Iz tog razdoblja poznate su obitelji kneza Domalda zatim obitelj Mihovila iz roda Ciprijanića, koji je svom sinu Mihoviloviću osigurao naslov "vojvoda" a koji je zajedno s kraljem Tvrtkom II. sudjelovao u rušenju bana, gospodara Bosne i livanjskog župana Mladena II. Šubića 1322. godine. Od 1356. godine Bistrica (Livno) je pod upravom hrvatsko-ugarskog kralja Ludovika. Njime upravljaju kraljevski kaštelani, sve do početka 15. stoljeća kad Livno ulazi ponovno dolazi pod vlast Kotromanića, zatim Hrvatinića, pa se ponovno vraća pod vlast bosanskog bana, sve do pada pod Osmanlije, godine 1485.
U sastavu srednjovjekovne Hrvatske Livno je bilo do 1326., kada je prvi put ušlo u sastav srednjovjekovne Bosne, a trajno 1387. i u čijem sklopu će biti do 1463.
Srednjovjekovne županije, odnosno njihovi župani uživali su visok stupanj autarkičnosti, tj. bili su prilično neovisni prema svojim feudalnim gospodarima hrvatsko-ugarskim kraljevima. Prelazak Livna iz sastava jedne banovine u drugu unutar hrvatskog kraljevstva nije za grad imao veći značaj, jer su politički sustavi bili identični. 

### Osmanlijsko doba
Turska vojska ulazi u Livno 1463. godine, da bi se na jesen iste godine morala povući pred kontraofanzivom udružene koalicije Vukčića-Kosača i kralja Matijaša Korvina. Osmanlijska vlast će se učvrstiti u Livnu i na Balkanu ipak nekoliko godina kasnije i trajat će sve do dolaska Austro-Ugarske 1878. godine.
Osmanlijskim osvajanjem grad na izvoru Bistrice gubi svoju prvotnu fizionomiju. Na ruševinama naselja na Dumanu, kao i na obroncima Bašajkovca razvija se novo naselje, vjerojatno možda i vojnog karaktera, s karakterističnim orijentalnim obilježjima. U gradu Livnu su podignute najmanje četiri potkupolne džamije, jedinstvene u svojoj arhitektonskoj ljepoti u ovom dijelu Osmanlijskog Carstva (tu se posebno izdvajaju džamije Balaguša i Glavica), gradski most na Bistrici, gradske kuće, čaršija s dućanima, mektebi i medrese (vjerske muslimanske škole), česme, džebhana (oružarnica), a gradske su kapije i kule sastavni dio fortifikacijskog zida, koji je Livno štitio od stalnih upada hajduka iz pravca juga. Livno je uz Klis sjedište Kliškog sandžaka, o čijoj šarolikosti i ljepoti za svojih putovanja Balkanskim poluotokom svjedoči i glasoviti putopisac Evlija Čelebija.
Premda je Skradin bio u Krčko-ličkom sandžaku, skradinski kadija imao je nadležnost i na dijelove Kliškog sandžaka, zbog čega je stolovao u Livnu.
Tijekom 400 godina osmanlijskog prisustva u Livnu nastaje nekoliko čuvenih umjetničkih ostvarenja u ovom dijelu Osmanlijskog Carstva. Najprominentniji Livnjak tog vremena, Hadži-Jusuf Livnjak, imam Beglučke džamije (sa sunčevim satom i položajem na jednom od meridijana), astronom i književnik, autor je prvog putopisa na Balkanu. Njegov je putopis jedan od najznačajnijih djela alhamijado književnosti, posebne vrste literarnog stvarateljstva muslimana zabilježenog orijentalnim pismima.
Dolazak Osmanlija u Livno u XV. stoljeću značio je i dolazak pravoslavnog življa na ove prostore, mahom u donje Livanjsko polje. Katolički dio stanovništva, uglavnom naseljen u rubnim selima Livanjskog polja iseljava se sve do XVII. stoljeća, a ovaj proces bio je uzrokovan ne samo islamizacijom, nego i lošim ekonomskim prilikama na veoma siromašnom, neplodnom, tvrdom i prilično vjetrovitom Livanjskom polju, koje je sve do gradnje Buškog jezera najveći dio godine bilo pod vodom.
Značajnu ulogu u očuvanju katoličkog identiteta u Livanjskom polju imaju franjevci, koji se potkraj turske vladavine zauzimaju za gradnju samostana Gorica s crkvom. Ovdje su danas smještene veoma vrijedne etnološke zbirke s podacima o življenju sve četiri konfesije u livanjskom kraju. Uz franjevce u Livnu misioniraju djelimice i glagoljaši, no zbog neprikosnovene omiljenosti franjevaca kod katolika i drugih stanovnika Livna, njihova djelatnost ostaje nezapažena.
Krajem osmanlijskog doba, 1859. godine, pravoslavni stanovnici Livna podižu u gradu Crkvu Uspenja Presvete Bogorodice, jednu od ljepših pravoslavnih crkava u Bosni i Hercegovini.

### Livno u Austro-Ugarskoj
Nakon preuzimanja vlasti 28. rujna 1878. godine Austro-Ugarska počinje uvoditi svoj, europski način upravljanja. To se u prvom redu odnosi na sudstvo i s njim u vezi gruntovnicu i katastar, javnu upravu, školstvo, zdravstvo i druge do tada potpuno zanemarene javne potrebe.
Znanstveni radovi spominju pobunu i jak otpor mještana Livna i okolice protiv austro-ugarske okupacije, no treba navesti kako su pobunjenici uglavnom bili lokalni muslimani i pravoslavni, koji su se bojali dolaska nove katoličke uprave u livanjski kraj. Istovremeno livanjski su se katolici sklanjali u Dalmaciju, gdje su jednostavnije mogli prakticirati svoju vjeru. Pokretači kulturnih zbivanja u Livnu su bili domaći ljudi, no zborovođe, dirigenti i redatelji najčešće su dolazili sa strane, iz drugih dijelova Bosne i Hercegovine, Dalmacije i uglavnom slavenskih dijelova Dvojne monarhije.

### Kraljevina Jugoslavija
Propašću Dvojne monarhije i nastankom Kraljevine Srba, Hrvata i Slovenaca, (od 1929. Kraljevina Jugoslavija) orijentalizaciju i okcidentalizaciju zamjenjuje pojačana kulturna i politička dominacija Srba. Stranačka aktivnost u gradu je vrlo intenzivna, i u Livnu postoje ogranci mahom svih važnijih političkih stranaka, koje su tada djelovale u Kraljevini Jugoslaviji.
Nakon sloma parlamentarne demokracije i zavođenja kraljevske diktature 1929. došlo je do novih administrativno-političkih preinaka. Jugoslavija je podijeljena u devet banovina, a Livno je pripalo Primorskoj banovini sa sjedištem u Splitu. Sporazumom Cvetković-Maček dolazi do osnivanja Banovine Hrvatske 1939., u kojoj se nalazi i Livno.

### NDH
Dolazak II. svjetskog rata Livno dočekuje u sastavu NDH. Na širem prostoru Livna ne vode se neke značajnije borbe, niti ofenzive, izuzimajući bombardiranje Saveznika na Duhove 1944., no događaju se međusobna ubijanja – najprije četničko ubijanje katolika i muslimana, a onda hrvatska reakcija, masovno ubijanje srpskog naroda, koje je trajalo do 20. kolovoza 1941., kada je u Livno ponovno došla talijanska vojska.
Na obroncima Cincara i Šatora nalaze se partizanske brigade, a partizanske učiteljice rade i na prvom Bukvaru na slobodnom teritoriju Jugoslavije. U okolici Livna mladi je partizanski poeta Ivan Goran Kovačić dovršio svoju poemu "Jama", svojevrsan krik protiv svireposti rata.
Kratak vremenski pregled zbivanja na području Livna:str. 951–968.
- 24. travnja 1941. Talijani preuzimaju vojnu i civilnu vlast u Livnu.
- 2. srpnja  1941. Ulazak vojske NDH i preuzimanje uprave, povlačenje Talijana.
- 29. i 30. srpnja 1941. Pokolj nekoliko stotina stanovnika srpske nacionalnosti u Čelebiću.
- 20. kolovoza  1941. Ponovni ulazak talijanske vojske.
- 5. kolovoza  1942.	Prvi ulazak partizana u Livno nakon teških borbi u kojima je stradalo oko dvije stotine Livnjaka.[druge žrtve?] Po zauzimanju strijeljali su zarobljene ustaše i državne činovnike. Prema partizanskoj vojno-teritorijalnoj podjeli Livno je bilo područje djelovanja 4. operativne zone Narodnooslobodilačke vojske i partizanskih odreda Hrvatske (NOV i PO). Poslije rata kolovoško zauzimanje Livna često se spominjalo u taktičkim raščlambama, priznalo se o izvješćima političkih odjela partizanskih brigada o pljački privatne imovine i pogreške u "slučaju strijeljanja jedne veće grupe seljaka koje je izvršeno u Livnu poslije njegovog zauzeća".
- 7. kolovoza  1942. U Franjevačkom samostanu Gorica strijeljano 120 zarobljenih pripadnika 2. satnije XX. bojne Ustaške vojnice i nekoliko desetaka državnih i dužnosnika kotara i grada.
- 6. rujna 1942. Osnovana Prva dalmatinska brigada u selu Dobrome kod Livna.
- 23. listopada  1942. Nijemci, Talijani i ustaše ponovo preuzimaju vlast u Livnu. Partizanska se vojska povukla prema Glamoču. Talijanske se vojska povukla 20 dana poslije.
- 25. studenoga 1942. 2. proleterska je dobila zapovijed o napadu na Livno. Prvotni je plan da ga ta divizija i 2. dalmatinska brigada zauzmu do 29. studenog, no zbog znatno veće snage livanjske posade od prvotnih procjena, napad je odgođen do dolaska 4. crnogorske brigade i haubica iz I. proleterske i III. udarne divizije. Novi početak napada određen je za 5. prosinca. Nakon žestokih okršaja i uspješnog ustaško-domobranske obrane, partizanske snage odredile su novi napad 12. prosinca. U partizanskoj zapovijedi istaknuto da Livno mora pasti jer "“strategijski predstavlja vrata prema Dalmaciji i Hercegovini … Livno je postalo vojnička i politička brana prema Dalmaciji i Hercegovini, kao i prema gornjem dijelu Vrbaske doline te je zato njegova likvidacija danas od vrlo važnog političkog značaja, a da ne govorimo o vojničkoj važnosti zauzimanja i o perspektivama koje će biti otvorene pred nama."
- 15. prosinca  1942. Partizanske jedinice II. divizije (Dapčevićeva divizija, Krajiška brigada, Dalmatinska brigada i Livanjski odred Zirojevića osvajaju Livno. Bobanov V. zdrug i Francetićeva Crna legija povlače se u pravcu Duvna. Prije toga su se krvave borbe vodile oko Ljubunčića (7. prosinca), Orguza (8. prosinca), iznad Bile, po Tribnju i na Cincaru. Partizani su bili bolje naoružani i trostruko brojniji. Ustaško-domobranske snage imale su prednost jer su se branile u relativno utvrđenome naseljenom mjestu. Zbog bolje organiziranosti partizana i veću spremnost za žrtve, partizani zauzimaju grad. U borbama i granatiranju stradao je veći broj civila. Poslije osvajanja grada partizani su bez opravdanog razloga strijeljali dio civila iz hrvatskih sela koji su se sklonili u grad, najmanje 28 osoba iz Priluke i 14 iz Kablića.[22]:str. 951.
- 3. ožujka  1943. Nijemci s tenkovima ulaze u Livno.
- 16. ožujka  1943. Dolazak ustaša sa zapovjednikom Rafaelom Bobanom u grad.[23]
- 2. listopada  1943. Povlačenje ustaša s Nijemcima iz Livna prema Šujici. U Livno po treći put ulaze partizani s 5000 – 6000 boraca opremljenih raznim oruđem i oružjem uglavnom talijanskog podrijetla.
- 6. prosinca  1943. Nijemci s ustašama i četnicima ponovno zauzeli Livno.
- 19. svibnja  1944. Prvo bombardiranje Livna. Posljedice: nekoliko zapaljenih kuća i tri ubijene osobe.
- 28. svibnja  1944. Na Duhove, popodne jaki zračni napad najprije 12, zatim 14 američkih i britanskih bombardera (B17 i Lancaster).
- 29. svibnja  1944. Ponovno bombardiranje Livna od 42 zrakoplova. Grad totalno razrušen. Kroz oba napada na Livno i okolicu palo oko 1000 bombi. Poginulo prema različitim izvorima 60 – 100 osoba. Isključivo civilne žrtve.
- Krajem kolovoza  1944. Povlačenje Nijemaca iz Livna u Mostar.
- 10. listopada  1944. Napad i četvrto zauzeće Livna od partizana.

Ovaj se datum (10. listopada) u Livnu dugi niz godina obilježavao kao Dan oslobođenja, a njegovo je ime nosila i druga osnovna škola u gradu. Nakon zauzimanja grada partizani su u znak osvete počinili velike zločine nad civilnim stanovništvom, najviše su stradali mještani Priluke koji su izbjegli u grad, svi muškarci iz Priluke koji su pronađeni strijeljani su tu istu noć. U samom gradu je strijeljano 76 civila mještana Priluke. Nije ih upozorio događaj u selu Paklinama i sudbina mučenih i potom ubijenih seljaka iz sela Vedešića u duvanjskom kraju, niti domobrana u Aržanu koji su živi pobacani u Markovića jamu.
Na području Livna u Drugom svjetskom ratu stradalo je 2085 osoba.

### Druga Jugoslavija
Nakon rata Livno se ubrzano urbanizira, iako u usporedbi s ostalim sličnim gradovima u Jugoslaviji jako zaostaje. U poratnom razdoblju Livno je srez, a od 1974. i općina. Tijekom šezdesetih godina dolazi do gradnje akumulacije Buško blato, čime se Livanjsko polje isušuje i spašava od cjelogodišnjih poplava, a voda s naplavina usmjeruje u pravcu Buškog jezera. Unatoč poboljšavanju ekonomskih uvjeta u odnosu na vrijeme između dva svjetska rata, stanovništvo se mahom seoskih područja i dalje iseljava trbuhom za kruhom.
Dana 11. siječnja 1967. izmjerena je najniža temperatura u Livnu ikad –29,6 Celzijevih stupnjeva.

### Raspad Jugoslavije i Domovinski rat
Sukob u bivšoj Jugoslaviji ne zaobilazi ni Livno, gdje službeno počinje 13. travnja 1992. napadom srpskih formacija iz pravca Glamoča prema Korićini i Strmici, a kasnije 23. travnja 1992. napadima iz pravca donjeg livanjskog polja prema Rujanima i Čelebiću. U to vrijeme se organiziraju jedinice TO-a, MUP-a, Hrvatskog vijeća obrane i HOS-a, te dolazi do obrane grada i odbijanja agresorskih napada. 

### Poslijeratna Bosna i Hercegovina
Poslije Daytonskoga sporazuma Livno postaje središte Hercegbosanske županije.

## Gospodarstvo
Livno i njegova okolica nadaleko su poznati po livanjskom siru, čiju su recepturu prije stotinjak godina usavršili Austrijanci. Osim toga poznate su i livanjske ergele konja, rijeke bogate plemenitom ribom i rakovima, stočarska proizvodnja, a prije rata industrija tkanina i rudarstvo.
- Broj pravnih osoba 2008. – 631.[27]
- Broj zaposlenih (godišnji prosjek 2008. godine) – 4008[28]
- Nezaposlene osobe (stanje 31.prosinac 2008.) – 3676[28]
- Neto plaća u KM – 718,67[28]
- Proračun općine Livno za 2010. godinu iznosi 11 852 000 KM.[29]

### Poljoprivreda
Oranična površina po načinu korištenja
Zasijana površina u ha (2008.)
- Ukupno – 8516
- Žita – 2915
- Industrijsko bilje – 0
- Povrtno bilje – 300
- Stočno krmno bilje – 5301
- Neobrađene oranice i bašte – 4143

Prinosi usjeva (2006.)
- Pšenica – Ukupan prirod u tonama – 1340. Prosječan prinos t/ha –  2,4
- Ječam – Ukupan prirod u tonama – 3381. Prosječan prinos t/ha – 1,6
- Kukuruz-zrno – Ukupan prirod u tonama – 15. Prosječan prinos t/ha – 1,5

## Spomenici i znamenitosti
Livno je grad bogate povijesti, koja se unatoč razaranjima i zubu vremena još uvijek može osjetiti na ulicama ovog grada. Trag starih vremena posebno je vidljiv u starom, orijentalnom dijelu Livna, Gornjem gradu ili Feri, koji je kao historijsko jezgro današnjeg Livna nastao tijekom 400 godina osmanske vladavine u Bosni i Hercegovini. Posebno mjesto u osmanskoj arhitekturi grada, osim gradskih zidina, kula, kuća, kapija i česama, čine livanjske džamije. Rapko Orman, livanjski pjesnik, za njih će reći: "...da plijene svojim izgledom, ljepotom, jednostavnošću, skladom s prirodom i prostorom oko sebe, mjestom u mahali i džematu. Njihova veličina/visina, kao i amfiteatralan položaj grada s brežuljcima i glavicama, učinili su da one dominiraju, da su izdaleka uočljive i da s njihovih munara pogled (i glas) puca daleko dolje, niz polje livanjsko, prema Kamešnici, Troglavu, Goliji".
Na katoličkom groblju u Rapovinama kod Livna su arheološka istraživanja Franjevačkog muzeja i galerije Gorica Livno od 2010., 2012. i 2013. potvrdila da se ondje nalaze ostatci starohrvatske crkve s kraja 9. i početka 10. stoljeća posvećenoj Petru Apostolu i građenoj u vrijeme kneza Muncimira i livanjskog župana Želimira.
Džamije su u svojim kamenim temeljima utkale stoljeća življenja na jednom burnom i prevrtljivom prostoru na granici svjetova i carstava. Bila su ih teška vremena, ratovi, barbari i nemari. Tijekom svoje bogate povijesti grad Livno imao je 14 što potkupolnih, što konvencionalnih džamija "na četiri vode", koje su postojale u različitim trenucima osmanskog perioda.
Polovicom 17. stoljeća Evlija Čelebija bilježi u svojim putopisima 13 džamija u Livnu, od kojih je 7 većih. Rapko Orman (Rapko Orman: Livanjske potkupolne džamije) istraživao je nastanak džamija u Livnu kroz turske popise (deftere) i ustanovio da je od 1528. do 1604. godine sagrađeno osam džamija u Livnu, s time da popisi nisu naveli neke džamije za koje je utvrđeno da su tad postojale (Starogradska, Hadži Ahmeta Dukatara ili Glavica džamija),  gledano po natpisima o njihovoj izgradnji, Zavra džamija nije upisana pod tim imenom, a s druge strane, navedene su neke džamije koje danas, pod tim imenom, ne postoje i čija je povijest nepoznata (Hadži Uvejsa, Mehmed-age, mesdžid Pehlivana Hasana i mesdžid Husejna Etkmeči-zade). Krajem 19. stoljeća Kranjčević navodi 11. Krajem 20. stoljeća bdije ih još pet, a danas su ostale samo četiri. Sve njih odlikuje jedinstvena, urbana, sakralna arhitektura, tako tipična za Bosnu i Hercegovinu, a kod livanjskih džamija i njihovo južno podneblje u blizini Mediterana, šibano vjetrovima, prženo suncem, ispirano kišom i hlađeno krškim kamenom. Njihovu unutrašnjost krase ili su krasili fini floralno-freskalni umjetnički motivi, nastali strpljivim filigranskim radom orijentalnih bosanskih i stranih majstora.
Razdoblje  19. stoljeća u Livnu je arhitektonski veoma zanimljiv, jer upravo u tom periodu nastaje niz kapitalnih građevina, koji su gradskoj slici Livna dali današnji karakterističan izraz. Ovdje se izdvajaju franjevački samostan Gorica s crkvom, galerijom velikana bosanskog i hrvatskog slikarstva Gabrijela Jurkića i etnološkim muzejom, Pravoslavna crkva s bogatom riznicom ikona, te zgrada Gimnazije.
Po svome dolasku u Bosnu i Hercegovinu, Austro-Ugarska gradi i u Livnu niz značajnih upravnih i gospodarskih zgrada. One su slijedile mahom aktualne tijekove u europskoj arhitekturi s prijelaza stoljeća, prilagođene materijalom i formom bosanskom podneblju. Iz ovog razdoblja valja izdvojiti staru gradsku Vijećnicu na Žitarnici, te niz stambenih i upravnih zgrada na trgu kod hotela "Dinara".
Spomenik kralju Tomislavu, postao je jednim od simbola grada i donedavno je bio jedini spomenik podignut nekom hrvatskom vladaru na području Bosne i Hercegovine. Visok je 9,25 m, što upućuje na godinu krunjenja kralja Tomislava. Na visini između 3,5 i 5 m, na zapadnoj strani obeliska, postavljen je ovalni reljef (medaljon) u bronci.
Na istočnoj strani obeliska uklesana su slova boje zlata: "U spomen hiljadugodišnjice prvog hrvatskog kralja Tomislava 925. – 1925. podigoše Hrvati sela i grada Livna.".

### Nacionalni spomenici u gradu Livnu
Komisija za očuvanje nacionalnih spomenika Bosne i Hercegovine, proglasila je sljedeća dobra nacionalnim spomenikom:
- Beglučka (Lala-pašina, Mustafa-pašina, Beglek) džamija, graditeljska cjelina, Livno
- Crkvina (Ledenica) s pokretnim nalazima u Potočanima, arheološko područje, Livno
- Džumanuša (Sinan Čauševa ili Džemanuša) džamija s haremom, mjesto i ostaci graditeljske cjeline,  Livno
- Čurčinica džamija s haremom, mjesto i ostaci graditeljske cjeline, Livno
- Franjevački samostan Gorica, graditeljska cjelina, Livno
- Groblje sv. Ive, arheološko područje, Livno
- Podvornice, arheološko područje, Lištani
- Milošnik (Bušatlijina ili Milosnik) džamija s haremom, graditeljska cjelina, Livno
- Most na Dumanu, povijesna građevina, Livno
- Nekropola sa stećcima Mramorje, povijesno područje, Grborezi
- Pirijina (Smailagića) kula, povijesna građevina, Livno
- Prapovijesna „Velika gradina“, arheološko područje, Vidoši
- Rapovine, arheološko područje, Rapovine
- Rešetarica s ostacima ranokršćanske bazilike, dvije nekropole i pokretnim naslijeđem, arheološko područje
- Srpska pravoslavna crkva Uspenija Presvete Bogorodice, zajedno s pokretnom imovinom, povijesna građevina, Livno
- Stari grad u Livnu (Bistrica), povijesno područje, Livno
- Vašarovine, arheološko područje, Priluka
- Veliki i Mali Han, prapovijesni tumulus i nekropola sa stećcima, povijesno područje, Lištani
- Zavra džamija, graditeljska cjelina, Livno
- Župna crkva Bezgrešnog začeća u Vidošima, povijesna građevina, Vidoši

## Prirodne ljepote
Prijatelji prirode u livanjskoj će okolici doći na svoje, jer je ona unatoč općoj globalizaciji uglavnom ostala netaknuta. To se odnosi na izletišta u Livanjskom polju, među kojima su Ploče i Hasino Vrilo omiljena izletišta Livnjaka, baš kao i rijeke Sturba i Žabljak, te Buško jezero s bogatim ribljim fondom.
Okolne planine, kao Cincar, Kamešnica i Tušnica oduvijek su bile omiljene destinacije planinara, koji i danas znaju uživati u ljepoti, miru i čistini stoljetnih šuma. Vrijedna spomena svakako je i Nevidna voda, najdublja jama u Bosni i Hercegovini, koja se nalazi na livanjskoj strani Dinare ponad sela Odžak.

## Obrazovanje
U Livnu djeluju tri srednje škole, dvije osnovne gradske škole i 25 područnih odjeljenja. Glazbeno obrazovanje stječe se u osnovnoj glazbenoj školi.
Škole u Livnu:
- OŠ Ivan Goran Kovačić
- OŠ Fra Lovro Karaula
- Gimnazija Livno
- Srednja strukovna škola Silvije Strahimir Kranjčević
- Srednja ekonomska škola
- Osnovna glazbena škola Franjo S. Vilhar

Obrazovanje se izvodi sukladno Zakonu o osnovnom školstvu i Zakonu o srednjem školstvu
("Narodne novine HBŽ", broj 12/04.).
Broj učenika (kraj školske 2007./08. godine)
- Osmogodišnje obrazovanje – 2440
- Devetogodišnje obrazovanje – 482
- Škole za djecu s posebnim potrebama – 11
- Redovite srednje škole – 1322
- Škole za učenike s posebnim potrebama – 7
- Osnovne glazbene škole – 110

## Kultura
Kulturni život u gradu je raznolik i intenzivan.
1895. godine formirano je Hrvatsko glazbeno i pjevačko društvo "Dinara", u sklopu kojeg gotovo jedno stoljeće obitelj Džaja utire put značajnoj i vrijednoj glazbenoj tradiciji u Livnu.
Po završetku Drugog svjetskog rata dolazi do osnivanja Kulturnog umjetničkog društva "Radnik" 1947. godine, koji zamjenjuje dotadašnja nacionalna kulturno-umjetnička društva u gradu. Osamdesetih se godina u Livnu redovito svakoga svibnja organizirao i "Livanjski kulturni mozaik", svojevrsni kulturni festival, na kom su predstavljane godišnje kulturne aktivnosti KUD-a "Radnik" i sekcija livanjskih osnovnih škola. U sklopu iste manifestacije promovirano je i nekoliko brojeva uglednog časopisa iz kulture "Tragovi", koje je Livnu osiguravalo važno mjesto na mapi kulturnih zbivanja u zemlji.
Franjevački muzej i galerija Gorica prezentira muzejski materijal s područja Hercegbosanske županije i mjesto je susreta ljubitelja kulturno-umjetničkih vrijednosti.
Od udruga posebno su aktivni: ogranak Matice hrvatske, Udruga likovnih umjetnika Livno, Centar mladih Livno i
kulturno-umjetnička društva:
- HKUD Dinara, Livno
- HKUD Kamešnica, Podhum
- HKUD Podinarje, Lištani
- HKUD Ljubunčić, Ljubunčić
- HKUD Rudine, Vidoši
- HKUD Tribanj, Bila

### Zabavna glazba
- Macao Band, aktivan od 2005., 2. nagrada publike na Melodijama Mostara[36][37][38]
- 4 Hombres & Flowery, blues rock glazbeni sastav

## Mediji
U Livnu djeluju dvije radio postaje:
- Radio Livno, koji je svoje emitiranje započeo na Dan mladosti 25. svibnja 1980. godine
- Radio Studio N, u eteru je od 10. kolovoza 1998. godine.

Na prostoru Livna djeluju nekoliko informativnih Web portala, među kojima je najpoznatiji Livnovine (Livno Novine), Livno Online (od 2005. godine), Relax Livno i Livnograd. Livanjske župe i sela su također najvećim dijelom samostalno zastupljeni na internetskom prostoru.
Tijekom 1980-ih godina u Livnu je izlazio godišnji časopis za kulturu "Tragovi" (pet brojeva), koji su uređivali Rapko Orman, Slavko Gotovac, Svetozar Ljuboja, Stipo Manđeralo i Ago Pivčić, a tokom zadnjeg rata u Livnu su izlazile i novine "Livanjski vidici", koje su pratile svakodnevni život Livna.

## Šport
- NK Troglav1918
- MNK Seljak Livno
- KK Livno
- ŽKK Livno
- ŽNK Troglav 1918
- Plesni klub LDF
- ŽOK Troglav
- Rukometni klub Livno
- Tae Kwon Do klub Magone
- Kickboxing klub Dragovoljac
- Ski klub Livno
- Ronilački klub Buško jezero
- NK Kamešnica Podhum
- HNK Junak Srđevići
- BK Livno
- MNK Čulin Mlin Livno
- NK Sloga Guber, bivši nogometni klub
- NK Tekstilac Livno, bivši nogometni klub
- NK Rudar Tušnica, bivši nogometni klub
- PD Kamešnica
- PD Cincar
- RK Rvacka

Od 1996. održava se Malonogometni turnir "Ljeto Livno", koji organizira MNK Seljak.

## Rekreacija
- Aero klub Livno
- Paragliding klub Krila Livna
- Planinarsko društvo Cincar
- Planinarsko društvo Kamešnica
- Planinarsko-ekološko društvo Borova Glava
- Plesni klub Paganini Livno

## Poznate osobe

### Osobe rođene u Livnu
| - Bisera Alikadić, pjesnikinja - Zdravko Anić, akademski slikar - Gordana Boban, dramska umjetnica - Mijo Bobetić, fizičar i matematičar - Ivan Brdar, zapovjednik HOS-a - Vinko Brešić, književni povjesničar i sveučilišni profesor - Zlatko Dalić, nogometaš, nogometni trener, izbornik hrvatske nogometne reprezentacije - Branko Dokić, političar - Ivan Jolić, nogometaš - Niko Čeko, nogometaš - Ivo Džaja, glazbenik - Prof.dr.sc. Petar Džaja, sveučilišni profesor na Veterinarskom fakultetu u Zagrebu, sudski vještak i pisac - Berislav Džaja, glazbenik - Anto Đapić, političar, bivši predsjednik HSP-a i bivši osječki gradonačelnik - Alibeg Firdus, političar - fra Marko Gelo, svećenik - Slavko Gotovac, novinar - Izet Hozo, liječnik i sveučilišni profesor - Bogoljuba Jazvo, časna sestra i humanitarka koja je spašavala Židove - Eugen Matić (Narcis Jenko), svećenik i hrv. književnik, "bosanski Šenoa" - Gabrijel Jurkić, slikar - fra Anđeo Kaić, svećenik | - fra Lovro Karaula, svećenik - Mate Rimac, konstruktor (električni automobil) i poduzetnik (Rimac automobili) - Ivan Miloloža, poduzetnik i predsjednik Hrvatske udruge poslodavaca - Biloslav Ljubunčić, bosanski plemić iz 14.st. - Josip Konta, akademski kipar i slikar - Borjana Krišto, političar, potpredsjednica HDZ-a BiH, bivša predsjednica Federacije Bosne i Hercegovine - Željko Maganjić, novinar i fotoreporter - Stipo Manđeralo, književnik - Vlado Marjanović, slikar - Pero Mioč, kazališni redatelj, glumac i književni prevoditelj - Edo Popović, pisac - Ivica Propadalo, slikar, scenograf i dizajner - Ivanka Vilović, urednica dr. fra Marko Semren, biskup - fra Mihovil Sučić, svećenik - Jovan Sundečić, pjesnik i svećenik - Ivica Šiško, slikar i grafičar - Ivo Šeremet, likovni umjetnik - Mladen II. Šubić, hrvatski velikaš[nedostaje izvor] - Ivan Šuker, političar, bivši potpredsjednik Vlade i ministar financija Republike Hrvatske - Božo Prka, bankar i političar, bivši ministar financija Republike Hrvatske - Zoran Tadić, filmski kritičar, redatelj i pedagog | - Mirko Vidović, akademik - Jakov Džaja, kuglač; reprezentativac Hrvatske i BiH, deveterostruki prvak Hrvatske od 1989. do 1997. godine (tri puta kao član KK Grmoščica i šest puta kao član KK Medveščaka Zagreb. Pobjednici Svjetskog kupa i dvostruki pobjednik Europskog kupa. Prvi prvak u bowlingu pojedinačno 1991. Četverostruki prvak Hrvatske u kategoriji veterana. - Žarko Kaić, hrvatski TV-snimatelj - Filip Mihaljević, hrvatski atletičar; bacač diska i kugle - Goran Popović, hrv. nogometaš i trener - Ante Vrdoljak, hrv. nogometaš, športski dužnosnik, novinar - fra Stjepan Krešić, hrv. katolički svećenik i ustanički vođa - Augustin Papić, hrv. političar, diplomat, gen. direktor Narodne banke FNRJ - Pavao Pervan, nogometaš, reprezentativac Austrije i igrač Vfl Wolfsburga |

### Osobe podrijetlom iz Livna
- Filip Hrgović, hrvatski boksač
- Ivica Vlašić, akademski slikar
- Miroslav Mišo Bartulica, glazbenik i osnivač popularnog bosanskohercegovačkog rock benda Bolero
- Davor Šuker, nogometaš
- Niko Kovač, nogometaš
- Ivan Kelava, nogometaš
- Robert Kovač, nogometaš
- Mladen Romić, nogometaš
- Lana Banely,  višestruka prvakinja u taekwondou, manekenka i TV voditeljica
- Tatjana Batinić, manekenka, bivša Miss Austrije
- Ksenija Pajčin, pjevačica
- Mirko Pajčin (Baja Mali Knindža), pjevač
- Zvonimir Bilić, rukometaš
- Ana Semren, košarkašica

## Heraldika
Grb Livna prikazuje spomenik kralju Tomislavu i Troglav, najviši vrh Dinare. Zelena podloga s tri valovite crte označava Livanjsko polje i tri rijeke. Zastava Livna je crvena s dvije prijeko položene bijele trake. Grb se nalazi u sredini.

## Uprava
Dana 9. ožujka 2018. dotadašnja jedinica samouprave Općina Livno postala je Grad Livno.

## Politika
Na posljednjim lokalnim izborima održanim 15. studenoga 2020., za gradonačelnika Livna izabran je Darko Čondrić iz HDZ-a BiH. Osvojio je 38,09 % glasova, a drugoplasirani je bio Nediljko Rimac iz HDZ-a 1990 koji je osvojio 28,30 % glasova.
Najviše mandata u Gradskom vijeću Livna osvojio je HDZ BiH, 11 mandata s 33,09 % glasova. Druge stranke koje su osvojile značajan broj mandata su HDZ 1990, koji je osvojio 8 mandata s 24,28 % glasova, i HRS koja je osvojila 4 mandata s 12,60 % glasova.
|         | stranka  | broj zastupnika | broj zastupnika | broj zastupnika | broj zastupnika | broj zastupnika | trenutačni broj zastupnika | trenutačni broj zastupnika | trenutačni broj zastupnika | trenutačni broj zastupnika | trenutačni broj zastupnika | trenutačni broj zastupnika | trenutačni broj zastupnika | trenutačni broj zastupnika | trenutačni broj zastupnika | trenutačni broj zastupnika | trenutačni broj zastupnika |  |
| 1997.   | stranka  | 2000.           | 2004.           | 2008.           | 2012.           | 2016.           | trenutačni broj zastupnika | trenutačni broj zastupnika | trenutačni broj zastupnika | trenutačni broj zastupnika | trenutačni broj zastupnika | trenutačni broj zastupnika | trenutačni broj zastupnika | trenutačni broj zastupnika | trenutačni broj zastupnika | trenutačni broj zastupnika | trenutačni broj zastupnika |  |
| ------- | -------- | --------------- | --------------- | --------------- | --------------- | --------------- | -------------------------- | -------------------------- | -------------------------- | -------------------------- | -------------------------- | -------------------------- | -------------------------- | -------------------------- | -------------------------- | -------------------------- | -------------------------- |  |
|         | HDZ BiH  | 20 / 31         | 20 / 31         | 16 / 31         | 8 / 31          | 11 / 31         | 15 / 31                    |                            |                            |                            |                            |                            |                            |                            |                            |                            |                            |  |
|         | HDZ 1990 |                 |                 |                 | 5 / 31          | 6 / 31          | 7 / 31                     |                            |                            |                            |                            |                            |                            |                            |                            |                            |                            |  |
|         | NSRB     |                 |                 | 3 / 31          | 12 / 31         | 4 / 31          |                            |                            |                            |                            |                            |                            |                            |                            |                            |                            |                            |  |
|         | HSP BiH  |                 |                 | 1 / 31          | 1 / 31          | 3 / 31          |                            |                            |                            |                            |                            |                            |                            |                            |                            |                            |                            |  |
|         | SDA      | 5 / 31          | 3 / 31          | 5 / 31          | 3 / 31          | 3 / 31          | 4 / 31                     |                            |                            |                            |                            |                            |                            |                            |                            |                            |                            |  |
|         | SDP BiH  | 1 / 31          | 3 / 31          | 2 / 31          | 1 / 31          | 2 / 31          |                            |                            |                            |                            |                            |                            |                            |                            |                            |                            |                            |  |
|         | HSS SR   |                 |                 |                 |                 | 1 / 31          |                            |                            |                            |                            |                            |                            |                            |                            |                            |                            |                            |  |
|         | neovisni | 2 / 31          |                 |                 |                 | 1 / 31          |                            |                            |                            |                            |                            |                            |                            |                            |                            |                            |                            |  |
| Izvori: |          |                 |                 |                 |                 |                 |                            |                            |                            |                            |                            |                            |                            |                            |                            |                            |                            |  |

## Galerija
- Ispod Dumana
- Pogled prema Livanjskom polju.
- Rijeka Bistrica u Livnu
- Muzej Gorica
- Crkva i Samostan na Gorici 1879.
- Crkva Svih svetih

## Vanjske poveznice
- Službene stranice grada Livna

|  | Zajednički poslužitelj ima još gradiva o temi Livno |